# Lista pierwszych zimowych wejść na ośmiotysięczniki
Lista pierwszych zimowych wejść na ośmiotysięczniki – lista przedstawiająca pierwsze udane wejścia na ośmiotysięczniki Himalajów i Karakorum. Kolejność według daty zdobycia szczytu.

## Lista pierwszych zimowych wejść na ośmiotysięczniki
| Lp. | Nazwa szczytu | Wysokość szczytu | Data pierwszego wejścia zimowego | Pierwsi zdobywcy szczytu zimą | Uwagi |
| --- | ------------- | ---------------- | -------------------------------- | --- | --- |
| 1.  | Mount Everest | 8848 m           | 17 lutego 1980                   | Krzysztof Wielicki Leszek Cichy | Narodowa wyprawa kierowana przez Andrzeja Zawadę, pierwsze wejście zimą na szczyt ośmiotysięczny.                                     |
| 2.  | Manaslu       | 8156 m           | 12 stycznia 1984                 | Maciej Berbeka Ryszard Gajewski | Kierownik zakopiańskiej wyprawy: Lech Korniszewski                                                                                    |
| 3.  | Dhaulagiri    | 8167 m           | 21 stycznia 1985                 | Andrzej Czok Jerzy Kukuczka | Wyprawa Gliwickiego Klubu Wysokogórskiego, kierownik wyprawy: Adam Bilczewski                                                         |
| 4.  | Czo Oju       | 8201 m           | 12 lutego 1985                   | Maciej Berbeka Maciej Pawlikowski | Wyprawa polsko-kanadyjska, kierownik wyprawy: Andrzej Zawada. Trzy dni później tą samą drogą weszli: Zygmunt Heinrich, Jerzy Kukuczka |
| 5.  | Kanczendzonga | 8598 m           | 11 stycznia 1986                 | Krzysztof Wielicki Jerzy Kukuczka | Kierownik wyprawy Gliwickiego Klubu Wysokogórskiego: Andrzej Machnik                                                                  |
| 6.  | Annapurna     | 8091 m           | 3 lutego 1987                    | Artur Hajzer Jerzy Kukuczka | Kierownik wyprawy: Jerzy Kukuczka |
| 7.  | Lhotse        | 8511 m           | 31 grudnia 1988                  | Krzysztof Wielicki | Kierownik polsko-belgijskiej wyprawy: Andrzej Zawada                                                                                  |
| 8.  | Sziszapangma  | 8027 m           | 14 stycznia 2005                 | Piotr Morawski Simone Moro | Kierownik wyprawy: Jan Szulc |
| 9.  | Makalu        | 8463 m           | 9 lutego 2009                    | Simone Moro Denis Urubko | |
| 10. | Gaszerbrum II | 8035 m           | 2 lutego 2011                    | Simone Moro Cory Richards Denis Urubko | |
| 11. | Gaszerbrum I  | 8068 m           | 9 marca 2012                     | Adam Bielecki Janusz Gołąb | Kierownik wyprawy: Artur Hajzer |
| 12. | Broad Peak    | 8047 m           | 5 marca 2013                     | Maciej Berbeka Adam Bielecki Artur Małek Tomasz Kowalski | Kierownik wyprawy: Krzysztof Wielicki. Maciej Berbeka i Tomasz Kowalski zginęli podczas zejścia ze szczytu.                           |
| 13. | Nanga Parbat  | 8126 m           | 26 lutego 2016                   | Simone Moro Alex Txikon Muhammad Ali | W ataku uczestniczyła również Włoszka Tamara Lunger, która zawróciła kilkadziesiąt metrów przed szczytem.                             |
| 14  | K2            | 8611 m           | 16 stycznia 2021                 | Nirmal Purja Gelje Sherpa Mingma David Sherpa Mingma Tenzi Sherpa Dawa Tempa Sherpa Pem Chhiri Sherpa Mingma Gyalje Sherpa Kili Pemba Sherpa Dawa Tenjing Sherpa Sona Sherpa | Cała nepalska ekspedycja zebrała się około 10 metrów przed szczytem i wspólnie dokonała pierwszego zimowego wejścia.                  |

## Lista pierwszych wejść według himalaistów
- 4 szczyty:
  -  Simone Moro (ur. 1967) – Sziszapangma (2005), Makalu (2009), Gaszerbrum II (2011), Nanga Parbat (2016)
- 3 szczyty:
  -  Jerzy Kukuczka (1948–1989) – Dhaulagiri (1985), Kanczendzonga (1986), Annapurna (1987)
  -  Krzysztof Wielicki (ur. 1950) – Mount Everest (1980), Kanczendzonga (1986), Lhotse (1988)
  -  Maciej Berbeka (1954–2013) – Manaslu (1984), Czo Oju (1985), Broad Peak (2013)
- 2 szczyty:
  -  Denis Urubko (ur. 1973) – Makalu (2009), Gaszerbrum II (2011)
  -  Adam Bielecki (ur. 1983) – Gaszerbrum I (2012), Broad Peak (2013)
- 1 szczyt:
  -  Leszek Cichy (ur. 1951) – Mount Everest (1980)
  -  Ryszard Gajewski (ur. 1954) – Manaslu (1984)
  -  Andrzej Czok (1948–1986) – Dhaulagiri (1985)
  -  Maciej Pawlikowski (ur. 1951) – Czo Oju (1985)
  -  Artur Hajzer (1962–2013) – Annapurna (1987)
  -  Piotr Morawski (1976–2009) – Sziszapangma (2005)
  -  Cory Richards (ur. 1981) – Gaszerbrum II (2011)
  -  Janusz Gołąb (ur. 1967) – Gaszerbrum I (2012)
  -  Tomasz Kowalski (1985–2013) – Broad Peak (2013)
  -  Artur Małek (ur. 1979) – Broad Peak (2013)
  -  Alex Txikon (ur. 1981) – Nanga Parbat (2016)
  -  Muhammad Ali (ur. 1977) – Nanga Parbat (2016)
  -  Nirmal Purja – K2 (2021)
  -  Gelje Sherpa – K2 (2021)
  -  Mingma David Sherpa – K2 (2021)
  -  Mingma Tenzi Sherpa – K2 (2021)
  -  Dawa Tempa Sherpa – K2 (2021)
  -  Pem Chhiri Sherpa – K2 (2021)
  -  Mingma Gyalje Sherpa – K2 (2021)
  -  Kili Pemba Sherpa – K2 (2021)
  -  Dawa Tenjing Sherpa – K2 (2021)
  -  Sona Sherpa – K2 (2021)